# Уильямс, Дэнис
Дэнис Уильямс (англ. Deniece Williams, June Deniece Chandler) — американская певица, музыкальный продюсер и автор песен. Лауреат 4 премий из 12 номинаций Грэмми.

## Биография
См. также «Deniece Williams Biography» в английском разделе.
Родилась 3 июня 1950 года в городе Гэри (штат Индиана, США). Пела в бэк-вокале у Стиви Уандера на его альбомах Talking Book (1972), Fulfillingness' First Finale(1974) и Songs in the Key of Life (1976). 
Два сингла певицы возглавляли американский хит-парад Billboard Hot 100: «Let’s Hear It for the Boy» (1984) и «Too Much, Too Little, Too Late» (1978, вместе с Джонни Мэтисом); и один «Free» был на № 1 в Великобритании (1976). Лауреат 4 премий Грэмми: За лучший поп/современный госпел-альбом, За лучшее женское вокальное госпел-исполнение, За лучшее женское соул-госпел-исполнение, За лучшее вокальное госпел-исполнение дуэтом или группой.

## Дискография
См. также «Deniece Williams Discography» в английском разделе.

## Награды и номинации
| Год  | Категория                                                                   | Номинированная работа                 | Результат |
| ---- | --------------------------------------------------------------------------- | ------------------------------------- | --------- |
| 1983 | Премия «Грэмми» за лучшее женское вокальное исполнение в стиле ритм-н-блюз  | «It's Gonna Take a Miracle»           | Номинация |
| 1984 | Премия «Грэмми» за лучшее женское вокальное исполнение в стиле ритм-н-блюз  | I’m So Proud                          | Номинация |
| 1984 | Best Inspirational Performance                                              | «Whiter Than Snow»                    | Номинация |
| 1985 | Премия «Грэмми» за лучшее женское вокальное поп-исполнение                  | «Let’s Hear It for the Boy»           | Номинация |
| 1985 | Премия «Грэмми» за лучшее женское вокальное исполнение в стиле ритм-н-блюз  | «Let’s Hear It for the Boy»           | Номинация |
| 1987 | Best Female Gospel Performance                                              | «So Glad I Know»                      | Номинация |
| 1987 | Best Female Soul Gospel Performance                                         | «I Surrender All»                     | Победа    |
| 1987 | Best Duo or Group Gospel Performance                                        | «They Say» (with Sandi Patti)         | Победа    |
| 1988 | Best Female Gospel Performance                                              | «I Believe In You»                    | Победа    |
| 1989 | Best Female Gospel Performance                                              | «Do You Hear What I Hear?»            | Номинация |
| 1990 | Best Female Gospel Performance                                              | «Healing»                             | Номинация |
| 1990 | Премия «Грэмми» за лучшее исполнение дуэтом или группой в стиле ритм-н-блюз | «We Sing Praises» (with Natalie Cole) | Номинация |
| 1999 | Best Pop/Contemporary Gospel Album                                          | This Is My Song                       | Победа    |